# I. Fülöp parmai herceg

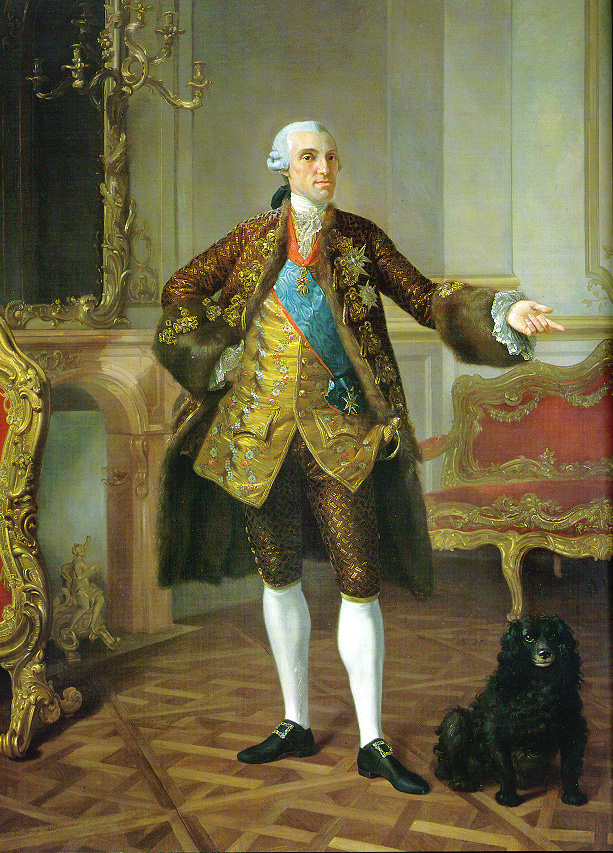
I. Fülöp Bourbon–parmai herceg portréja (1765 előtt)

I. Fülöp (ismert még mint Parmai Fülöp, spanyolul: Felipe I de Parma; Madrid, 1720. március 15. – Alessandria, 1765. július 18.), a Bourbon-házból származó spanyol infáns, aki az osztrák örökösödési háborút lezáró 1748-as aacheni békeszerződést követvén Parma, Piacenza és Guastalla uralkodó hercege 1765-ös haláláig. A Bourbon-ház parmai ágának alapítója.

## Élete

### Származása
Fülöp spanyol infáns (királyi herceg) 1720. március 15-én született Madridban.
Édesapja a Bourbon-házból való V. Fülöp spanyol király (1683–1746) volt, Lajos francia trónörökös (Louis de France, le Grand Dauphin, 1661–1711) és Mária Anna Viktória Krisztina bajor választófejedelmi hercegnő (Kurfürstin, 1660–1690) legidősebb fia, XIV. Lajos francia király unokája.
Édesanyja Fülöp király második felesége, Izabella királyné (Isabel de Farnesio, 1692–1766), született Farnese Erzsébet parmai hercegnő volt, II. Eduárd (Odoardo) parmai trónörökös (1666–1693) és Dorothea Sophie von Pfalz–Neuburg német hercegnő (1670–1748) egyetlen leánya.
A szülők házasságából hét testvér született:
- Károly (1716–1788), aki 1759-ben féltestvérének, VI. Ferdinánd királynak halála után III. Károly néven lépett a trónra.
- Ferenc (1717–1717), csecsemőként meghalt.
- Mária Anna Viktória (1718–1781), aki 1721–1725-ig XV. Lajos francia király hivatalosan eljegyzett menyasszonya volt, aztán 1729-ben I. József portugál király felesége lett.
- Fülöp (Felipe, 1720–1765), 1748-tól Parma uralkodó hercege.
- Mária Terézia Antónia Rafaella (1726–1746), aki Lajos Ferdinánd trónörökös hercegnek (1729–1765), a dauphinnek, XV. Lajos francia király fiának első felesége lett.
- Lajos Antal (1727–1785), Toledo érseke.
- Mária Antonietta (1739–1785), aki 1750-ben III. Viktor Amadé szárd–piemonti király felesége lett.

Fülöp herceg féltestvérei apjának első házasságából, amelyet Savoyai Mária Lujza hercegnővel (1688–1714), II. Viktor Amadé savoyai herceg leányával kötött:
- Lajos (1707–1724), aki 1724-ben apjának lemondása után I. Lajos néven trónra lépett, de hét hónapnyi uralkodás után meghalt himlőben.
- Fülöp Lajos (*/† 1709–1709), csecsemőkorban meghalt.
- Fülöp Péter Gábriel (1712–1719), gyermekkorban meghalt.
- Ferdinánd (1713–1759), aki 1746-ban, apja halála után VI. Ferdinánd néven örökölte a spanyol királyi trónt.

### Gyermekkora
Fülöp infáns Madridban nevelkedett. Anyja, a nagy hatalmú Farnese Erzsébet (Izabella) királyné komoly politikai tehetséggel rendelkezett, kormányzati ügyekben gyakran adott tanácsokat férjének, a királynak. A legidősebb fiú, anyjával ellentétben inkább a művészi képességeket mutatott, érdeklődése a zene, irodalom, költészet és a nyelvek felé vonzotta.
1731-ben Fülöp herceg 11 éves volt, amikor anyai nagyapjának, II. Odoardó hercegnek féltestvére, Antonio Farnese (1679–1731), Parma utolsó Farnese-házi hercege férfi örökös hátrahagyása nélkül elhunyt. Vele férfiágon kihalt a Farnese hercegi család, amely generációk óta uralkodott Parma, Piacenza és Guastalla hercegségekben. A hercegi cím az 1693-ban elhunyt Odoardo egyetlen leányára, Antonio unokahúgára, Erzsébet hercegnőre, V. Fülöp spanyol király feleségére szállt. A Farnese családból származó királyné kihasználta a spanyol és francia Bourbon-királyságok megnövekedett súlyát, és 1731-re nemzetközi szerződésekben elismertette saját fiainak, Károly infáns és Fülöp infánsnak örökölési jogát Parma, Piacenza és Guastalla hercegségekre. 1735-ben VI. Károly császár a lengyel örökösödési háborúban elszenvedett vereségei nyomán lemondott a Nápolyi és a Szicíliai Királyságról, ezek uralkodója Károly infáns lett (IV. Károly néven). Fülöp herceg a parmai trón igénylőjévé lépett elő. Nápolyért és Szicíliáért cserébe azonban a Bourbonok lemondtak Parma hercegségéről VI. Károly császár javára. Fülöp herceg tehát még nem foglalhatta el anyai örökségét.

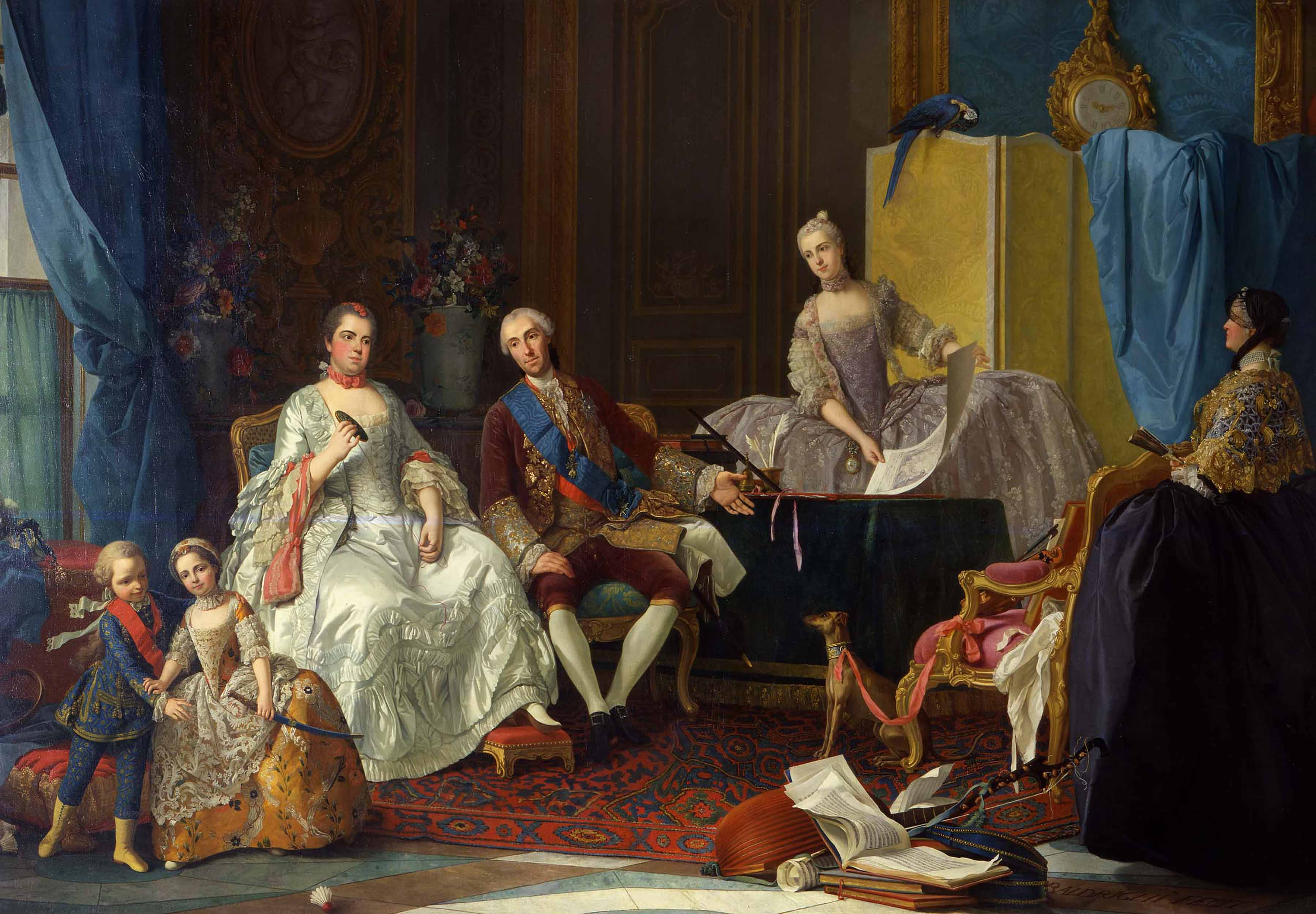
Fülöp herceg feleségével és gyermekeivel

### Házassága, gyermekei
1739. augusztus 26-án a 19 éves Fülöp infáns a versailles-i kastélyban képviselők útján (per procurationem) házasságot kötött a 12 éves (!) Lujza Erzsébet (Izabella) francia királyi hercegnővel (1727–1759), XV. Lajos francia király és Leszczyńska Mária lengyel királyi hercegnő legidősebb leányával. Az ünnepélyes esküvőt 1739. október 25-én Alcalá de Henaresben tartották. A dinasztikus házasság a Bourbon-ház francia és spanyol ága közötti családi kapcsolatok megerősítése volt. A házasságból három gyermek született:
- Mária Izabella hercegnő (1741–1763), aki 1760-ban II. József osztrák főherceg (a későbbi német–római császár) első felesége lett.
- Ferdinánd herceg (1751–1802), a trónörökös, 1765-től Parma uralkodó hercege, aki Mária Amália osztrák főhercegnőt, Mária Terézia császárné leányát vette feleségül.
- Mária Lujza hercegnő (1751–1819), aki 1765-ben Károly spanyol infánshoz ment férjhez, 1788-tól Spanyolország királynéja lett.

### Parma uralkodó hercege
1740-ben elhunyt VI. Károly császár. Országait leánya, Mária Terézia főhercegnő örökölte, emiatt kitört az osztrák örökösödési háború. Maga Fülöp herceg is részt vett a hadműveletekben, az itáliai spanyol hadsereg tisztjeként. A vereségek nyomán Ausztriának ismét le kellett mondania Parmáról. Az 1748-as aacheni békeszerződés Fülöp spanyol infánst ismerte el Parma, Piacenza és Guastalla uralkodójaként.
Fülöp infáns 1749. március 9-én érkezett új hercegségébe, ahol anyjának családja, a Farnesék uralkodtak 1731-es kihalásukig. A kormányzati ügyeket július 1-jén vette át. Beiktatásával megszületett a Bourbon-ház parmai ága, amely 1860-ig maradt uralmon. I. Fülöp herceg trónra lépésekor Parma, Piacenza és Guastalla hercegségek gazdasága és pénzügyei romokban hevertek Fülöp bátyjának, IV. Károly nápoly–szicíliai királynak sorozatos háborúi következtében.
Az ifjú herceg igyekezett javítani a gazdasági helyzeten. 1759-ben szolgálatába fogadta Guillaume du Tillot-t (1711–1774), egy tehetséges francia gazdasági szakembert, akit főminiszterévé nevezett ki. Később Felino márkijává emelte. Du Tillot korszerű elvek szerint reformokat vezetett be, az egyházzal szemben megerősítette az állam szerepét, intézkedéseivel segítette a mezőgazdaság, ipar és kereskedelem fejlesztését. Átalakította a közigazgatást és a pénzügyek irányítását. A kultúrát is felvirágoztatta: Du Tillot idejében alapították a parmai szépművészeti iskolát (akadémiát) a Régiségek Múzeumát (Museo d’Antichità), közkönyvtárat és könyvnyomdákat. Tudósokat és művészeket hívott a parmai hercegi udvarba Parmából és külországokból is. Fülöp herceg uralkodása és Guillaume du Tillot főminiszter igazgatása alatti évtizedekben a Parmai Hercegség gazdasági és kulturális fellendülést élt meg.

### Egy esküvő, két temetés
Fülöp herceg 1765-ben legkisebb leányát, Mária Lujza Bourbon–parmai hercegnőt (1751–1819) feleségül adta unokaöccséhez, Károly asztúriai herceghez, IV. Károly nápolyi és szicíliai király fiához, a későbbi IV. Károly spanyol királyhoz. Az esküvői ünnepségekre készülve el akarta kísérni leányát Genovába, de útközben 1765. július 18-án a piemonti Alessandriában elhunyt. Trónját fia, Ferdinánd herceg örökölte, I. Ferdinánd (Parma hercege) néven.
IV. Károly nápolyi és szicíliai király bátyja, VI. Ferdinánd spanyol király ugyanezen év augusztus 10-én halt meg. Utódja öccse, Károly lett, aki lemondott nápolyi és szicíliai királyi címéről saját fia, I. Ferdinánd (nápoly–szicíliai király) javára. Szeptember 4-én San Ildefonsóban Mária Lujza hercegnő már az új spanyol király, III. Károly fiához, Károly trónörököshöz ment férjhez, és 1788-ban Spanyolország nagy hatalmú királynéja lett.

## Külső hivatkozások
- A Capetingek leszármazási listája. Archiválva 2020. szeptember 19-i dátummal a Wayback Machine-ben
- Családi, életrajzi adatai.
- A parmai Bourbonok családfái.[halott link]
- Családi, életrajzi adatai.